# Хромшпинели
Хромшпинели или Хромшпинелиды — группа минералов из семейства шпинелей с общей формулой {\displaystyle {\ce {MA2O4}}} где {\displaystyle {\ce {M}}} — двухвалентный или трехвалентный химический элемент; {\displaystyle {\ce {A}}} — {\displaystyle {\ce {Cr}}} с примесями.
Состав хромшпинелей (хромшпинелидов), как и других шпинелей, непостоянен и выделение отдельных представителей является условным. На практике все хромшпинели обычно называют хромитом. В природе наиболее распространены:
- Магнохромит {\displaystyle {\ce {(Mg, Fe) Cr2O4}}} (синонимы: березовит, березовскит, магнезиальный и железистый хромиты)
- Хромпикотит {\displaystyle {\ce {(Mg, Fe) (Cr, Al)2O4}}} (синонимы: хромцейлонит, пикрохромит, алюмоберезовит, магнезиальный и железистый алюмохромиты, магнезиальный и железистый хромпикотиты)
- Алюмохромит {\displaystyle {\ce {Fe (Cr, Al)2O4}}} (синонимы: герцинитхромит, феррохромпикотит)

Все хромшпинели по внешним признакам похожи друг на друга и практически неотличимы без химического анализа; ниже они описаны вместе.

## Свойства минералов

### Структура и морфология кристаллов
Кубическая сингония. Пространственная группа — Fd3m; Число формульных единиц = 8. В хромшинелях параметр ячейки уменьшается с увеличением содержания {\displaystyle {\ce {Al2O3}}} (с уменьшением отношения {\displaystyle {\ce {Cr2O3 : Al2O3}}} и содержания {\displaystyle {\ce {MgO}}}). Структура типа шпинели. При низкой температуре для хромита была обнаружена тетрагональная симметрия. Точечная группа — m3m ({\displaystyle 3L_{4}4L_{3}6L_{2}PC}). Обычно кристаллы октаэдрического облика. Отмечены ориентированные включения хромпикотита в алмазе.
| Параметр ячейки {\displaystyle a_{0}}, Å | Хромшпинели                     | Месторождение                          |
| ---------------------------------------- | ------------------------------- | -------------------------------------- |
| 8,302 — 8,311                            | Магнохромит                     | Кемпирсай, Казахстан                   |
| 8,177 — 8,299                            | Хромпикотит                     | Тисцафо, Венгрия, Кемпирсай, Казахстан |
| 8,236 — 8,284                            | Алюмохромит                     | Зимбабве, Кемпирсай, Казахстан         |
| 8,321 — 8,332                            | {\displaystyle {\ce {MgCr2O4}}} | Искусственное получение                |
| 8,360                                    | {\displaystyle {\ce {FeCr2O4}}} | Искусственное получение                |

### Физические свойства и физико-химические константы
Спайность отсутствует. Излом неровный. Хрупки. Твердость 5,5 — 7,5. Микротвердость 1246—1519 кГ/мм2 при нагрузке 100 г. (Янг и Милмэн), 1317—1366 кГ/мм2 при нагрузке 200 г. (Лебедева). Удельный вес магнохромита 4,2, хромита 4,5 — 4,8. Цвет чёрный, хромпикотита — буровато-черный. Черта бурая. Блеск металлический до жирного. В тонких сколах полупрозрачны и просвечивают. Хромпикотиты более просвечивают, чем магнохромиты. Немагнитны или слабо магнитны, магнитность зависит от содержания {\displaystyle {\ce {FeO}}} и {\displaystyle {\ce {Fe2O3}}}. Точка Кюри хромшпинели с параметром ячейки = 8,392 — 90°К. Теплота образования хромита = (—)341,9 ккал/моль; изобарные потенциалы образования при 300°К (—)317,7 ккал/моль при 500°К (—)301,57 ккал/моль, при 900°К (—) 269,31 ккал/моль. Инфракрасный спектр искусственного хромита имеет две хорошо разделенные интенсивные полосы с максимумами около 617 и 523 см−1.

### Микроскопическая характеристика
В проходящем свете низкохромистые хромшпинели непрозрачны или оливкого-зеленые и желтовато-зеленые, высокохромистые — буровато-оранжевые, буро-красные и бурые. Изотроны. В отраженном свете серо-белые со слабым коричневатым оттенком. Отражательная способность неориентированного образца хромита понижается от 14,6 — 15,2 % при 520 {\displaystyle m\mu ,} до 11,3 — 11,7 % при 700 {\displaystyle m\mu ,}. Она возрастает параллельно с параметром ячейки при увеличении содержания {\displaystyle {\ce {Cr2O3}}} и уменьшении содержания {\displaystyle {\ce {Al2O3}}}.Параметр преломления для хромшпинелей, содержащих от 35,1 до 53,1 % {\displaystyle {\ce {Cr2O3}}}, колеблется в пределах от 1,815 до 2,110 и линейно возрастает (как и параметр ячейки) с увеличением содержания {\displaystyle {\ce {Cr2O3}}} и уменьшением содержания {\displaystyle {\ce {Al2O3}}} . Часто слабо аномально анизотропны с цветными эффектами от серого до темно-серого; в иммерсии эффекты усиливаются, появляется слабый буроватый оттенок (благодаря наличию внутренних рефлексов). Внутренние рефлексы желто-бурые и красные, отчетливо наблюдается в иммерсии. В полированных шлифах очень высокая относительная твердость.

### Химический состав
Теоретический состав магнохромита (при {\displaystyle {\ce {Fe : Mg}}} {\displaystyle =1:1}): {\displaystyle {\ce {MgO}}} — 9,69 %; {\displaystyle {\ce {FeO}}} — 17,26 %; {\displaystyle {\ce {Cr2O4}}} — 73,05 %; хромпикотита — (при {\displaystyle {\ce {Mg : Fe}}} и {\displaystyle {\ce {Cr : Al}}} {\displaystyle =1:1}) : {\displaystyle {\ce {MgO}}} — 11,01 %; {\displaystyle {\ce {FeO}}} — 19,62 %; {\displaystyle {\ce {Al2O3}}} — 27,85 %; {\displaystyle {\ce {Cr2O3}}} — 41,52 %; алюмохромита (при {\displaystyle {\ce {Cr : Al}}} = {\displaystyle 1:1}): {\displaystyle {\ce {FeO}}} — 36,14 %; {\displaystyle {\ce {Al2O3}}} — 25,64 %; {\displaystyle {\ce {Cr2O3}}} — 38,22 %; хромита: {\displaystyle {\ce {FeO}}} — 32,09 %; {\displaystyle {\ce {Cr2O3}}} — 67,91 %. При высокой температуре хромит образует твердый раствор с ильменитом. В искусственных условиях получен ряд твердых растворов между хромитом и магнетитом, между хромитом и магнезиоферритом. В природных условиях смесимость хромита и магнетита неполная. Допускается смесимость с {\displaystyle \gamma }-{\displaystyle {\ce {Al2O3}}}. Устанавливаются широкие пределы изоморфных замещений средих двухвалентных ({\displaystyle {\ce {Mg, Fe, Zn}}}) и трехвалентных ({\displaystyle {\ce {Cr, Al, Fe}}}) элементов. Содержание {\displaystyle {\ce {Mg, Fe,Al}}} и {\displaystyle {\ce {Cr}}} может значательно варьировать. Содержание {\displaystyle {\ce {Fe2O3}}} обычно равно 3 — 4,редко достигает 5 — 10 и ещё реже 10 — 22 мол. %. В трансваальских хромитах количество {\displaystyle {\ce {V}}} колеблется от 0,05 до 0,81 %. Содержание {\displaystyle {\ce {ZnO}}} достигает 5,8 %. В небольших количествах обнаруживается {\displaystyle {\ce {Ni,Mn, Zr, Co, Ti, V}}}. В хромшпинелях по мере возрастания содержания {\displaystyle {\ce {Fe^3+}}} увеличивается {\displaystyle {\ce {Fe^2+}}} и уменьшется зависимость содержание {\displaystyle {\ce {Mg}}}. Для хромитов из интрузивного комплекса Стилуотер (США) отмечена прямая зависимость содержания {\displaystyle {\ce {MnO}}} и {\displaystyle {\ce {TiO2}}} от содержания {\displaystyle {\ce {FeO}}}, а также и {\displaystyle {\ce {Ga2O3}}} от количества {\displaystyle {\ce {Fe2O3}}}. Существует зависимость между составом хромшпинелей и геологическими условиями их образования: хромшпинели из дунитов обычно отличаются наиболее высоким содержанием {\displaystyle {\ce {Cr}}} и минимальным {\displaystyle {\ce {Al}}}; хромшпинели из лерцолитов характеризируются наименьшим содержанием {\displaystyle {\ce {Cr}}} и {\displaystyle {\ce {Mg}}} и меньше {\displaystyle {\ce {Al}}} и {\displaystyle {\ce {Fe^2+}}}, чем акцессорные хромшпинели непосредственно вмещающих пород.

### Поведение при нагревании
Плавятся при 1450—2180°С. Точка плавления тем ниже, чем выше содержание {\displaystyle {\ce {FeO}}} и {\displaystyle {\ce {Fe2O3}}}. С увеличением содержания {\displaystyle {\ce {Cr2O3}}} и {\displaystyle {\ce {MgO}}} температура плавления повышается. При нагревании дают экзотермический эффект около 450°С и эндотермический около 670°С. При нагревании до 300°С наблюдалось образование гематита, выше 500°С — образования {\displaystyle {\ce {Cr2O3}}}, а при 1000°С — магнетита.

## Отличительные черты
Отличительными признаками хромшпинелей является чёрный цвет, бурая черта, высокая твердость, немагнитность (или очень слабая магнитность). Характерна ассоциация с оливином, ромбическим и моноклинным пироксенами или вторичными продуктами по ним — серпентинитом, тальком, актинолитом. В отличие от сходного под микроскопом в отраженном свете магнетита, хромшпинели ни одним стандартным реактивом не травится, тогда как магнетит легко протравливается концентрированной {\displaystyle {\ce {HCl}}}. В отраженном свете также магнезиоферрит очень сходен с хромшпинелями, но не обнаруживает внутренних рефлексов.

## Диагностические испытания
Разлагаются при сплавлении с {\displaystyle {\ce {KHSO4}}}. В полированных шлифах {\displaystyle {\ce {HNO3, HCl, KCN, FeCl3, HgCl2}}} и {\displaystyle {\ce {KOH}}} не травятся. Структура выявляется при кипячении минерала с {\displaystyle {\ce {KClO3 + H2SO4}}} в течение 30 — 60 минут. При термическом травлении при 600—650°С в течение 5 — 8 минут в окислительной среде образует гематит. Перед паяльной трубкой не плавятся.

## Нахождение в природе
Хромшпинели довольно широко распространены и связаны почти исключительно с ультраосновными магматическими породами. Дуниты, гарцбургиты и лерцолиты обычно содержат акцессорные хромшпинели, а также являются вмещающими породами хромитовых руд. Акцессорные хромшпинели известны также в троктолитах. В кимберлитовых породах северо-восточной части Сибирской платформы (Якутская область). Установлены также в каменных и железных метеоритах. в виде включений в троилите, а также в сростках с оливином, троилитом и шрейберзитом хромшпинель обнаружены в образцах Сихотэ-Алинского железного метеорита, в силикатной части метеорита Оханек.
Толеитовые базальты вулканов Мауна-Лоа и Килауэа остров Гавайи  содержат ксенокристы оливина с включениями хромшпинелида.
Различаются два основных способа образования месторождений хромшпинелей.
1. Сегрегация в процессах протокристаллизации ультраосновной магмы. При этом образуется акцессорные хромшпинели в ультроосновыных породах, шлировые скопления и пластообразные залежи вкрапленных хромитовых руд. Примером может служить месторождения Бушвелдского комплекса в ЮАР.
2. Выделение из осадочных расплавов ультросновной магмы — образование главных промышленных месторождений Урала и других геосинклинальных областей, для которых характерны четко ограниченные линзо-, столбо- и жилообразыне рудные тела. Руды имеют массивную или густовкрапленную текстуру. Месторождения этого типа имеются в Албании, Болгарии, Турции, Пакистане, Индии. Наклонные столбообразные тела установлены на Алапаевском, Верблюжьегорском, Северокемпирсайском месторождениях Урала.

При метаморфизме и переотложении хромшпинелей в связи с серпентинизацией промышленные месторождения не образуются. Для подобных выделений хромита характерно присутствие кеммерерита. В виде обломочных зерен хромшпинели встречаются в морских осадочных породах различного возраста — песчинках, гравелитах, конгломератах (Урал, Кавказ, Балканы). Аллювиальные россыпи отмечены среди отложений реки Опавы в Чехословакии. Известны прибрежно-морские россыпи. Делювиальные и элювиальные скопления имеются, например в Ключевском массиве (Свердловская область) и Кемпирсайском массиве (Актюбинская область).

## Искусственное получение
Образуются при сплавлении соответствующих окислов в присутствии минерализаторов, при кристаллизации силикатных расплавов состава периодита при некотором избытке {\displaystyle {\ce {MgO}}} и небольшом содержании {\displaystyle {\ce {Al2O3}}} и {\displaystyle {\ce {Cr2O3}}}; при сильном нагревании {\displaystyle {\ce {Cr2O3 + FeCl3}}} в тигле с криолитом.

## Применение
Основные минералы для получения хрома, его соединений и сплавов; используются руды, содержащие более 40 % {\displaystyle {\ce {Cr2O3}}}.
Низкосортные руды применяются для изготовления огнеупорных кирпичей.